# 5552 Studnička
Az 5552 Studnička (ideiglenes jelöléssel 1982 SJ1) a Naprendszer kisbolygóövében található aszteroida. Antonín Mrkos fedezte fel 1982. szeptember 16-án.